# Juan Tomás Enríquez de Cabrera

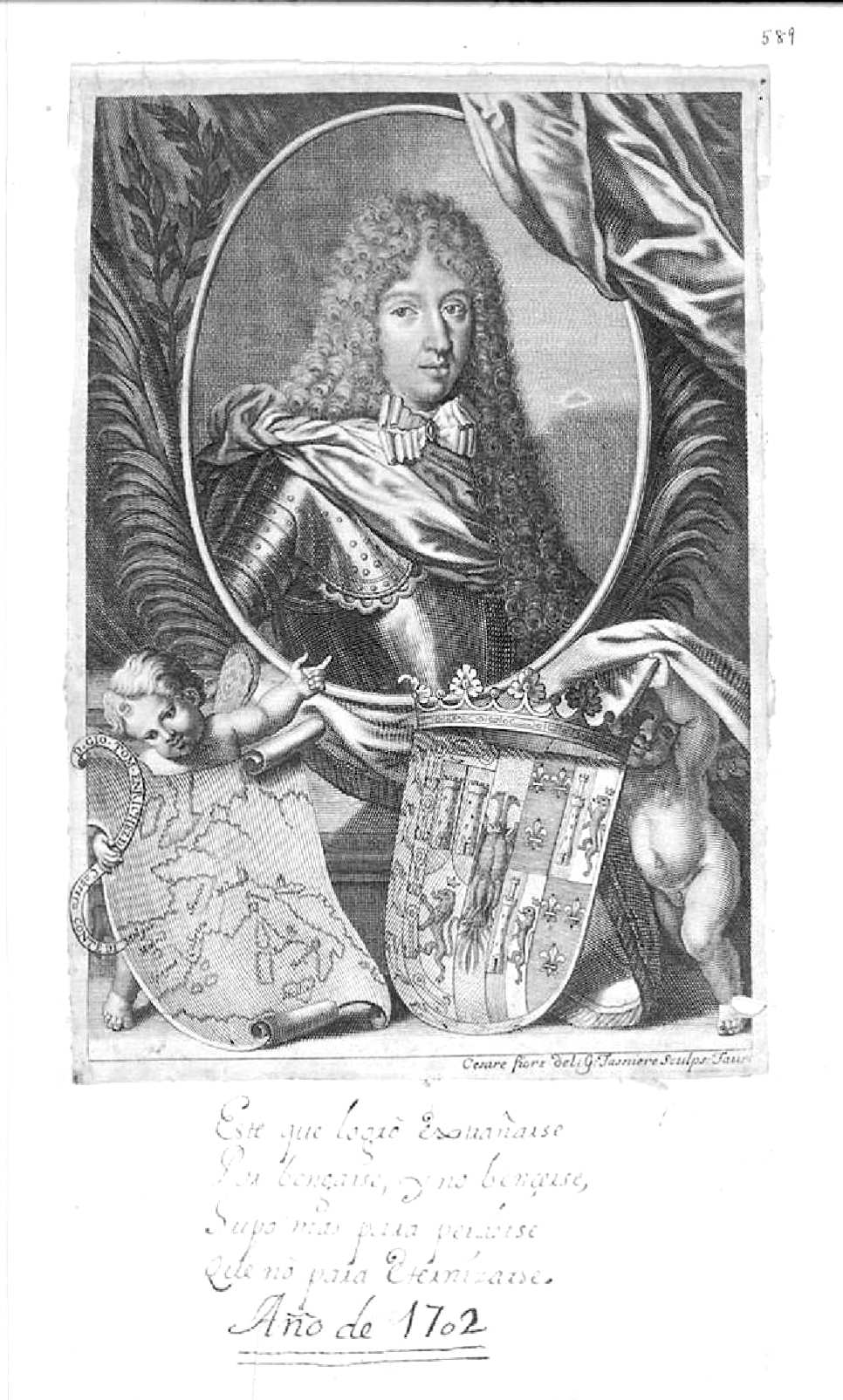

Juan Tomás Enríquez de Cabrera, född 21 december 1646 i Genua, död 29 juni 1705 i Estremoz, var en spansk adelsman, militär och statsman.
Cabrera, som 1693-99 var spansk premiärminister, utövade ett stort inflytande över Karl II av Spanien, som han försökte vinna för den österrikiska tronföljden, men störtades genom ett folkupplopp. Cabrera flydde sedan till Portugal, som han försökte vinna för koalitionen mot Frankrike.